# Mildred Coles
Mildred Coles (Cranbrook, Kent, 9 d'abril de 1876 - ?) fou una tennista britànica que va competir a començaments del segle xx. El 1908 hagué d'abandonar per lesió al canell en quarts de final de la competició individual femení interior del programa de tennis dels Jocs de Londres, en un partit que anava guanyant contra Elsa Wallenberg.
Va prendre part diverses edicions del Torneig de Wimbledon, sent els millors resultats els aconseguits el 1911 i 1913, quan fou eliminada en quarts de final. El 1913 marxà a Sud-àfrica, i poc després es casà amb el també tennista sud-africà C N Davis. El 1922 torna a disputar el Torneig de Wimbledon, nou anys després de la seva darrera participació. El 1925, amb 49 anys, fou la seva darrera participació a Wimbledon. El 1926 fo semifinalista del Torneig de Cinque Ports.